# Abortive Gasp

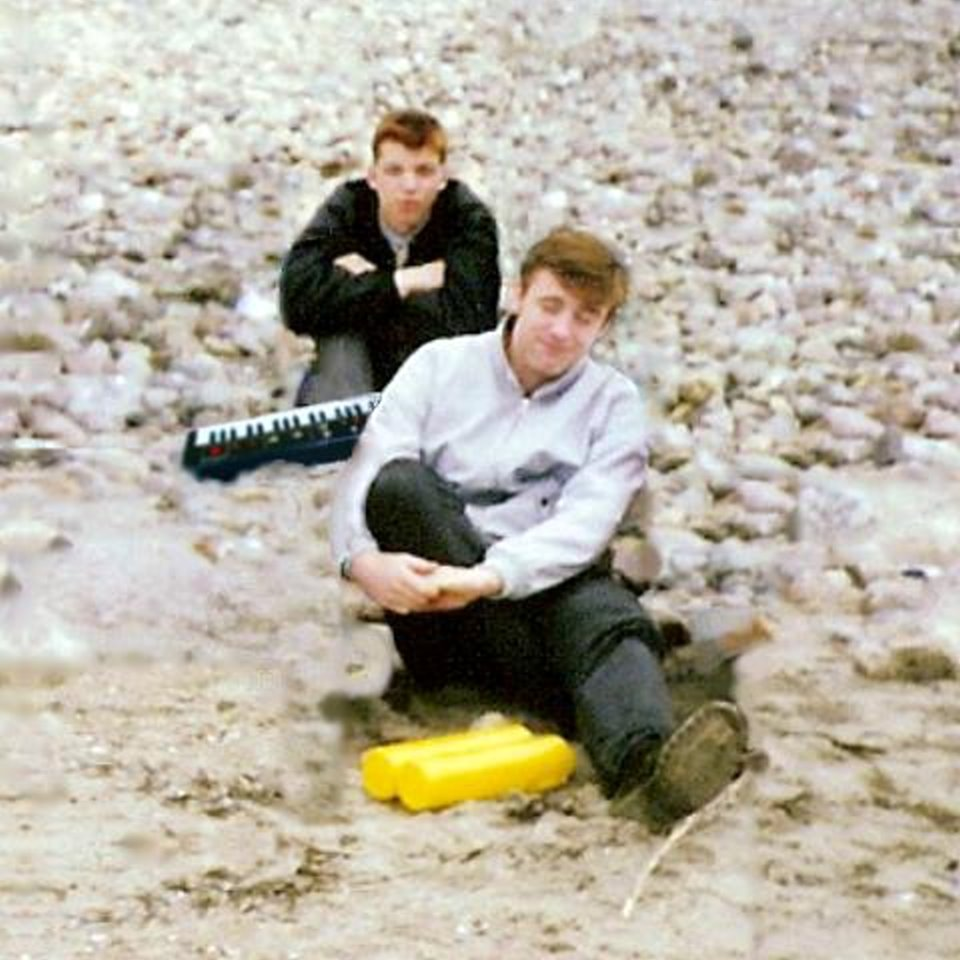

Abortive Gasp was een EBM band opgericht in 1988 door leadzanger Tim Paal en componist Harry Luehr in Hamburg, Duitsland. De twee werden vaak ondersteund door verschillende gastmuzikanten.

## Geschiedenis
Binnen de electronic body music en onafhankelijke muziek scenes werd het duo gekenmerkt door een hoge mate van improvisatie en het vroege gebruik van dub. Hun apolitieke houding maakte hen controversieel.
De recensies van Abortive Gasp door verschillende muziekjournalisten, zoals Brian Duguid, waren vrij positief. Sommige van hun bekende nummers zoals "Church is Empty" en "Psychgod" kregen goede airplay op bepaalde radiostations in de Verenigde Staten, België en Australië.
In hun laatste fase trok de band de aandacht door als voorprogramma te spelen voor Borghesia, wiens esthetiek sterk contrasteerde met die van hen. De band ging uit elkaar in december 1989. Ze waren het onderwerp van een korte documentaire in 2021.

## Discografie

### Albums
- To Have The Second Crack (1988) zelf verspreide tape
- Raw Scent (1989) zelf verspreide tape
- Bullfrog (1989) Alternate Media Tapes[5]
- A Fridge Fulla Bribes (1989) Harsh Reality Music[6]